# Thagria mutabilis
Thagria mutabilis är en insektsart som beskrevs av Nielson 1982. Thagria mutabilis ingår i släktet Thagria och familjen dvärgstritar. Inga underarter finns listade i Catalogue of Life.